# 聖護院八ツ橋総本店
株式会社聖護院八ツ橋総本店（しょうごいんやつはしそうほんてん）は、京都府京都市左京区に本社を置く、八ツ橋などを製造・販売する企業である。

## 沿革
- 1689年 - 創業。
- 1912年 - 「聖護院八ツ橋」を商標登録。
- 1926年 - 個人企業から株式会社へ改組。株式会社聖護院八ツ橋総本店設立。
- 1955年 - 東京都品川区に東京出張所（現・東京支店）を開設。
- 1963年 - 大阪出張所（現・大阪営業所）を開設。
- 1964年 - 「聖護院まんじゅう」発売。
- 1967年 - 熊野店を開設。「聖」発売。
- 1970年 - 京極店を開設。
- 1999年 - 季節限定の「聖」旬菓シリーズ発売開始。NHK連続テレビ小説『あすか』にあわせ「あすか」を発売。
- 2002年 - バレンタイン菓「チョコ生八ツ橋」発売。
- 2004年 - NHK大河ドラマ『新撰組!』にあわせ「新撰組ヤツハシ」「新撰組＝聖」を発売。
- 2011年 - 新ブランド「nikiniki」を設立、ブランド設立とともに四条西木屋町に店舗を開く。
- 2012年 - 劇場版アニメ『劇場版 魔法少女まどか☆マギカ』とのコラボ商品「聖（いちご味）」を発売。
- 2014年 - テレビアニメ『いなり、こんこん、恋いろは。』とのコラボ商品「聖（いちご味）」を発売。
- 2014年 - バーチャルシンガー『初音ミク』とのコラボ商品「聖（いちご味）」を発売。
- 2015年 - ブラウザゲーム『刀剣乱舞-ONLINE-』コラボ商品「聖（黒ごま味）」を発売。
- 2016年 - テレビアニメ『名探偵コナン』とのコラボ商品「聖（いちご味）」「聖（抹茶詰め合せ）」「聖（黒ごま味）」を発売。
- 2017年 - テレビアニメ『ポケットモンスター サン&ムーン』とのコラボ商品「聖（抹茶詰合せ）」を発売。

## 主な商品

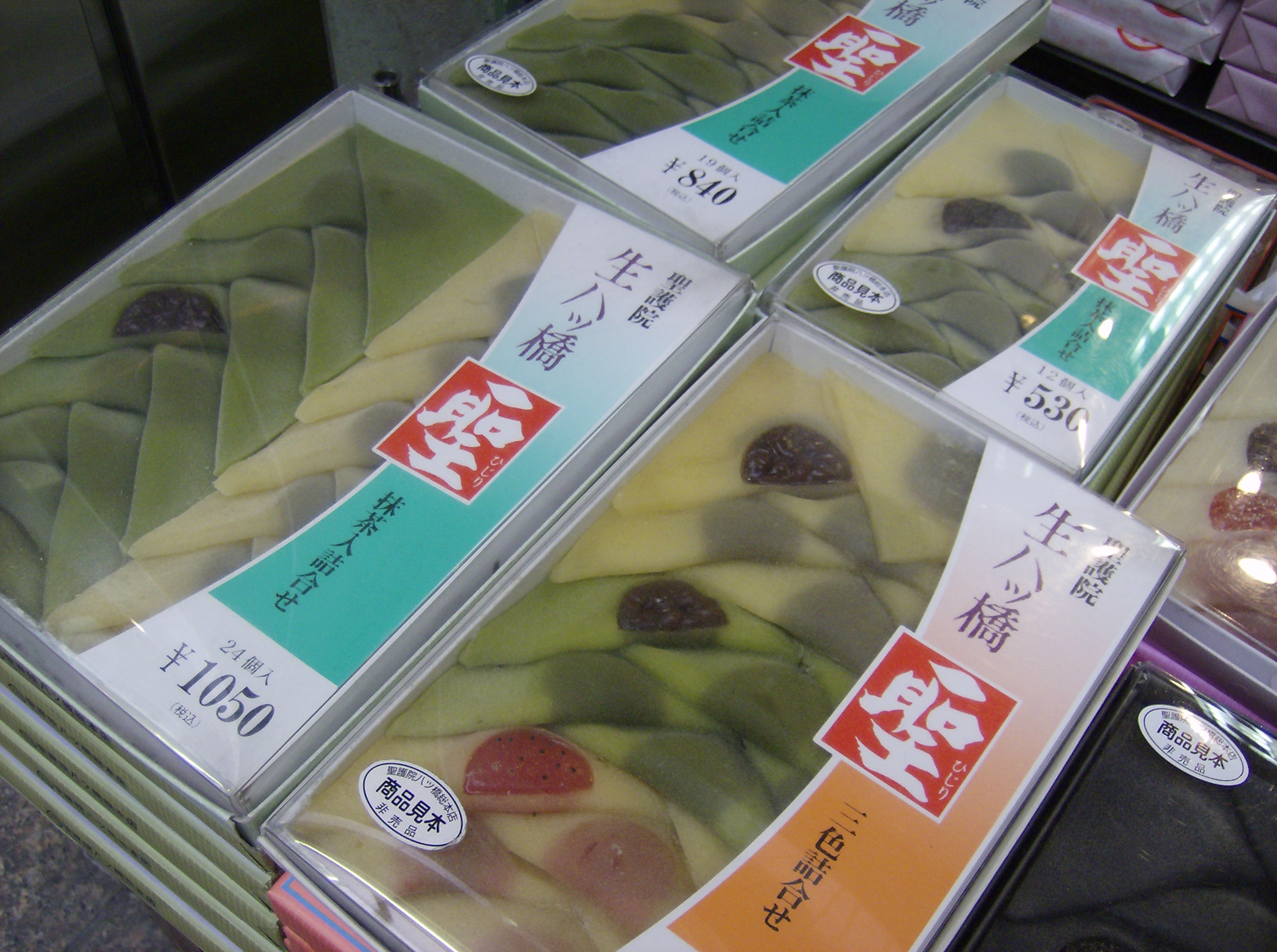
聖護院 生八ツ橋

- 聖護院八ツ橋
- 生八ツ橋
- 聖（ひじり）（つぶあん入り生八ツ橋）
- 聖 旬菓シリーズ
  - ゆず（1 - 2月）
  - さくら（3 - 4月）
  - 黒糖（5 - 6月）
  - もも（7 - 8月）
  - くり（9 - 12月）
- 霜の橋
- 聖護院まんじゅう
- カネール

## テレビ番組
- 日経スペシャル カンブリア宮殿 京都の老舗SP 「守って攻める！」320年伝統菓子の極意（2018年2月15日、テレビ東京）[2]